# Turniej o Złoty Kask 2018
Turniej o Złoty Kask 2018 – cykl zawodów żużlowych, organizowanych corocznie przez Polski Związek Motorowy. W sezonie 2018 rozegrano trzy turnieje eliminacyjne oraz finał, w którym zwyciężył Jarosław Hampel.

## Finał
- Piła, 19 kwietnia 2018
- Sędzia: Remigiusz Substyk

| Msc. | Zawodnik             | Klub         | Pkt  |             |  |
| ---- | -------------------- | ------------ | ---- | ----------- |  |
| 1    | Jarosław Hampel      | Leszno       | 13   | (2,3,3,3,2) |  |
| 2    | Bartosz Zmarzlik     | Gorzów Wlkp. | 11   | (3,3,1,3,1) |  |
| 3    | Janusz Kołodziej     | Leszno       | 10+3 | (1,3,1,3,2) |  |
| 4    | Bartosz Smektała     | Leszno       | 10+2 | (3,2,3,0,2) |  |
| 5    | Maciej Janowski      | Wrocław      | 10+1 | (t,2,3,2,3) |  |
| 6    | Krzysztof Buczkowski | Grudziądz    | 10   | (2,3,2,2,1) |  |
| 7    | Grzegorz Zengota     | Zielona Góra | 9    | (3,1,0,2,3) |  |
| 8    | Dawid Lampart        | Lublin       | 8    | (2,0,3,2,1) |  |
| 9    | Krzysztof Kasprzak   | Gorzów Wlkp. | 7    | (1,1,2,t,3) |  |
| 10   | Patryk Dudek         | Zielona Góra | 6    | (3,2,0,1,d) |  |
| 11   | Przemysław Pawlicki  | Grudziądz    | 6    | (1,2,2,1,0) |  |
| 12   | Norbert Kościuch     | Łódź         | 6    | (2,0,1,1,2) |  |
| 13   | Maksym Drabik        | Wrocław      | 5    | (0,1,1,3,0) |  |
| 14   | Oskar Fajfer         | Gdańsk       | 4    | (0,1,0,0,3) |  |
| 15   | Dominik Kubera       | Leszno       | 4    | (0,0,2,1,1) |  |
| 16   | Kacper Woryna        | Rybnik       | 1    | (1)         |  |
| 17   | Adrian Cyfer         | Piła         | 0    | (0,0,0,0,0) |  |
| 18   | Mateusz Szczepaniak  | Rybnik       | 0    | (0)         |  |

Bieg po biegu:
1. (63,84) Smektała, Buczkowski, Kasprzak, Fajfer
2. (64,31) Zengota, Kościuch, Woryna (Janowski - t), Cyfer
3. (64,47) Dudek, Lampart, Pawlicki, Kubera
4. (64,19) Zmarzlik, Hampel, Kołodziej, Drabik
5. (64,63) Hampel, Smektała, Zengota, Kubera
6. (64,21) Kołodziej, Dudek, Kasprzak, Cyfer
7. (64,25) Zmarzlik, Pawlicki, Fajfer, Kościuch
8. (65,56) Buczkowski, Janowski, Drabik, Lampart
9. (64,93) Smektała, Pawlicki, Drabik, Cyfer
10. (65,56)) Lampart, Kasprzak, Zmarzlik, Zengota
11. (65,31) Janowski, Kubera, Kołodziej, Fajfer
12. (65,60) Hampel, Buczkowski, Kościuch, Dudek
13. (65,44) Kołodziej, Lampart, Kościuch, Smektała
14. (66,50) Hampel, Janowski, Pawlicki, Szczepaniak (Kasprzak - t)
15. (66,35) Drabik, Zengota, Dudek, Fajfer
16. (65,66) Zmarzlik, Buczkowski, Kubera, Cyfer
17. (65,75) Janowski, Smektała, Zmarzlik, Dudek (d4)
18. (65,87) Kasprzak, Kościuch, Kubera, Drabik
19. (66,22) Fajfer, Hampel, Lampart, Cyfer
20. (66,10) Zengota, Kołodziej, Buczkowski, Pawlicki
21. Bieg dodatkowy o 3. miejsce: (65,75) Kołodziej, Smektała, Janowski, Buczkowski